# 天合光能
天合光能股份有限公司（上交所：688599，简称：天合光能；除牌前：TSL），成立于1997年，是一家总部位于中华人民共和国江苏省常州市的光伏太阳能产业公司，主要经营单晶硅与多晶硅硅基光伏组件等业务。

## 历史
天合光能曾于2006年在纽约证券交易所挂牌交易。2015年底，天合光能董事长高纪凡与兴业银行实际控制的财团以11亿美元发起私有化，开始回归A股之路，并于2017年3月正式退市。2020年，因公司董事长高纪凡和厦门国际信托间45.69亿元人民币无担保借款等一系列问题，天合光能在上交所科创板挂牌注册的申请遭科创板上市委员会暂缓审议。2020年3月，科创板上市委员会第二次审议天合光能的挂牌注册申请。2020年4月30日，天合光能的科创板IPO获准注册。2020年6月10日，天合光能在上交所科创板正式挂牌，号称“科创板光伏第一股”。